# Б'єрн Делі
Б'єрн Ерленн Делі (норв. Bjørn Erlend Dæhlie, 19 червня 1967) — норвезький лижник, восьмиразовий олімпійський чемпіон та чотириразовий срібний призер Олімпіад, вважається найвизначнішим лижником усіх часів та народів.
Делі народився в Ельверумі й домінував у лижних перегонах впродовж 1990-их. Вісім золотих і чотири срібні олімпійські медалі він здобув продовж трьох Олімпіад — в Альбервілі, Ліллегаммері та Нагано. На чемпіонатах світу в нього 17 медалей, серед яких 9 золотих. В 1997 він отримав медалі в усіх п'яти дисциплінах. Кар'єра Делі обірвалася в 2000 під час дорожної пригоди при бігу на роликових лижах, що завадило йому поповнити свою колекцію спортивних трофеїв.